# Dronninglund Posthus
Dronninglund Posthus eller Dronninglund Distributionscenter er et postdistributionscenter i Dronninglund. Tidligere var det også et posthus. Al postomdeling i 9330 Dronninglund, 9340 Asaa, 9362 Gandrup og 9370 Hals foregår med udgangspunkt fra Dronninglund Posthus.
Den 1. september 2004 lukkede postekspeditionen i posthuset, og personalet blev virksomhedsoverdraget til en nyindrettet postbutik i Super Best, på Stationsvej. Det skyldtes flere års fald i posthusets omsætning.